# Grand Prix automobile du Japon 2001
GP précédent GP suivant
Le Grand Prix automobile du Japon 2001 (2001 Fuji Television Japanese Grand Prix). disputé sur le circuit de Suzuka le 14 octobre 2001, est la 680e épreuve du championnat du monde de Formule 1 courue depuis 1950 et la dix-septième et dernière manche du championnat 2001.

## Classement
| Pos. | No | Pilote                | Écurie           | Tours | Temps/Abandon                      | Grille | Points |
| ---- | -- | --------------------- | ---------------- | ----- | ---------------------------------- | ------ | ------ |
| 1    | 1  | Michael Schumacher    | Ferrari          | 53    | 1 h 27 min 33 s 298 (212,981 km/h) | 1      | 10     |
| 2    | 6  | Juan Pablo Montoya    | Williams-BMW     | 53    | + 3 s 154                          | 2      | 6      |
| 3    | 4  | David Coulthard       | McLaren-Mercedes | 53    | + 23 s 262                         | 7      | 4      |
| 4    | 3  | Mika Häkkinen         | McLaren-Mercedes | 53    | + 35 s 539                         | 5      | 3      |
| 5    | 2  | Rubens Barrichello    | Ferrari          | 53    | + 36 s 544                         | 4      | 2      |
| 6    | 5  | Ralf Schumacher       | Williams-BMW     | 53    | + 37 s 122                         | 3      | 1      |
| 7    | 8  | Jenson Button         | Benetton-Renault | 53    | + 1 min 37 s 102                   | 9      |        |
| 8    | 11 | Jarno Trulli          | Jordan-Honda     | 52    | + 1 tour                           | 8      |        |
| 9    | 16 | Nick Heidfeld         | Sauber-Petronas  | 52    | + 1 tour                           | 10     |        |
| 10   | 10 | Jacques Villeneuve    | BAR-Honda        | 52    | + 1 tour                           | 14     |        |
| 11   | 21 | Fernando Alonso       | Minardi-European | 52    | + 1 tour                           | 18     |        |
| 12   | 22 | Heinz-Harald Frentzen | Prost-Acer       | 52    | + 1 tour                           | 15     |        |
| 13   | 9  | Olivier Panis         | BAR-Honda        | 51    | + 2 tours                          | 17     |        |
| 14   | 15 | Enrique Bernoldi      | Arrows-Asiatech  | 51    | + 2 tours                          | 20     |        |
| 15   | 14 | Jos Verstappen        | Arrows-Asiatech  | 51    | + 2 tours                          | 21     |        |
| 16   | 20 | Alex Yoong            | Minardi-European | 50    | + 3 tours                          | 22     |        |
| 17   | 7  | Giancarlo Fisichella  | Benetton-Renault | 47    | Boîte de vitesses                  | 6      |        |
| Abd. | 19 | Pedro de la Rosa      | Jaguar-Ford      | 45    | Fuite d'huile                      | 16     |        |
| Abd. | 23 | Tomáš Enge            | Prost-Acer       | 42    | Freins                             | 19     |        |
| Abd. | 18 | Eddie Irvine          | Jaguar-Ford      | 24    | Ravitaillement                     | 13     |        |
| Abd. | 17 | Kimi Räikkönen        | Sauber-Petronas  | 5     | Collision                          | 12     |        |
| Abd. | 12 | Jean Alesi            | Jordan-Honda     | 5     | Collision                          | 11     |        |

## Pole position et record du tour
- Pole position : Michael Schumacher et 1 min 32 s 484 (vitesse moyenne : 228,260 km/h).
- Meilleur tour en course : Ralf Schumacher et 1 min 36 s 944 au 46e tour (vitesse moyenne : 217,759 km/h).

## Tours en tête
- Michael Schumacher : 46 (1-18 / 24-36 / 39-53)
- Juan Pablo Montoya : 5 (19-21/ 37-38)
- Ralf Schumacher : 2 (22-23)

## Statistiques
- 53e victoire pour Michael Schumacher.
- 144e victoire pour Ferrari en tant que constructeur.
- 144e victoire pour Ferrari en tant que motoriste.
- Dernier Grand Prix pour Mika Häkkinen, Jean Alesi et Tomáš Enge.